# Peter Vincent Bruyns
Peter Vincent Bruyns (1957 - ) é um matemático e botânico sul-africano. Desempenha suas atividades no Herbário Bolus, Universidade da Cidade do Cabo.

## Algumas publicações
- Endress, ME;  PV Bruyns. A Revised Classification of Apocynaceae s.l. The Botanical Review 66 (1) : 1-56
- Bruyns, PV; Miller, AG. 2009. Lectotypification of some Arabian Apocynaceae. Edinburgh J. Bot. 66 (01 ): 97-101 En línea

### Livros
- 2002. Monograph of Orbea & Ballyanthus, Apocynaceae, Asclepiadoideae, Ceropegieae. 196 pp. ISBN 0912861630
- 2005. Stapeliads of Southern Africa and Madagascar. Ed. South Africa: Umdaus Press. Dos vols. vi + 606 pp. 1.385 ilustr. ISBN 1919766375 & ISBN 1919766383 Resumo

## Homenagens
Em sua honra foram nomeadas várias espécies:
- (Aizoaceae) Conophytum bruynsii S.A.Hammer 1998
- (Aizoaceae) Scopelogena bruynsii Klak 2000
- (Aloaceae) Aloe bruynsii P.I.Forst. 2003
- (Aloaceae) Haworthia bruynsii M.B.Bayer 1981
- (Eriospermaceae) Eriospermum bruynsii P.L.Perry 1994
- (Euphorbiaceae) Euphorbia bruynsii L.C.Leach 1981